# Grigorjewka (rejon sol-ilecki)
Grigorjewka (ros. Григорьевка) – wieś (sieło) w Rosji, w obwodzie orenburskim, w rejonie sol-ileckim. W 2010 liczyła 1536 mieszkańców.